# Sabrisho V bar Masihi
Sabrisho bar Masihi (Baghdad, ... – Baghdad, 20 maggio 1256) è stato un vescovo cristiano orientale siro, metropolita di Karka d'Beth Slokh e patriarca della Chiesa d'Oriente dal 1226 al 1256.

## Biografia
Sabrisho bar Masihi era originario di Baghdad e apparteneva ad una importante famiglia di medici nestoriani, membri della corte del califfo. Entrò nella vita monastica e fu nominato, in epoca incerta, metropolita di Karka d'Beth Slokh (l'odierna Kirkuk) nel Beth Garmai.
Alla morte di Sabrisho IV bar Qayyoma, i vescovi della Chiesa d'Oriente elessero all'unanimità il metropolita del Beth Garmai, con l'approvazione del califfo al-Zahir. Sabrisho V fu consacrato e intronizzato come nuovo patriarca nella chiesa di Kohe a Al-Mada'in il 26 aprile 1226.
Visse all'epoca degli ultimi tre califfi abbasidi di Baghdad, e grazie all'influenza della sua famiglia a corte, governò la Chiesa d'Oriente in un'epoca di relativa calma per i cristiani del califfato.
Durante il suo patriarcato, papa Innocenzo IV (1243-1254) inviò un gruppo di missionari domenicani per incontrare il patriarca. In quest'occasione, Sabrisho V fornì nel 1247 una dichiarazione di fede come prova della compatibilità della sua teologia con quella della Chiesa latina. Non si conosce l'esito di quest'incontro.
Sabrisho V morì il 20 maggio 1256, dopo 30 anni di patriarcato, e fu sepolto nel quartiere di Karkh nella chiesa dei Santi Sergio e Bacco o in quella di Santa Maria (nota come chiesa di al-Uqba o anche di al-Atiqa), dove già si trovavano le tombe dei suoi due predecessori immediati.